# Жан-Клер Тодібо
Жан-Клер Тодібо́ (фр. Jean-Clair Todibo, нар. 30 грудня 1999, Каєнна) — французький футболіст, захисник клубу «Ніцца», який на правах оренди виступає за англійський «Вест Гем Юнайтед».

## Клубна кар'єра
Народився 30 грудня 1999 року в місті Каєнна. Розпочинав займатись футболом у команді «Ле-Ліла», а влітку 2016 року він приєднався до юнацького складу «Тулузи».
19 серпня 2018 року в матчі проти «Бордо» він дебютував за першу команду в Лізі 1. 30 вересня в поєдинку проти «Ренна» Жан-Клер забив свій перший гол за «Тулузу». Його виступи швидко привернули увагу великих європейських клубів, таких як «Ювентус», «Мілан» та «Барселона». «Тулуза» намагалась змусити Тодібо підписати свій перший професійний контракт «безпрецедентною пропозицією щодо зарплати», але захисник не зміг домовитись зі своїм клубом, через що його виключили з заявки на початку листопада. Загалом до цього моменту він взяв участь у 10 матчах за клуб і забив 1 гол.
8 січня 2019 року Тодібо підписав попередній контракт з іспанською «Барселоною», який мав вступити в дію в липні, коли термін дії його контракту з «Тулузою» закінчувався . Однак клуби домовились про достроковий перехід гравця за 1 млн євро плюс бонуси і 31 січня 2019 року Жан-Клер уклав з каталонцями угоду на чотири роки, взявши ігрову форму з номером «6». 13 квітня в матчі проти «Уески» (0:0) він дебютував в Ла Лізі. Загалом до кінця сезону зіграв у двох офіційних матчах і став з командою чемпіоном Іспанії.
Наступного сезону француз теж виходив вкрай рідко, тому 15 січня 2020 року був відданий в оренду до кінця сезону у німецький «Шальке 04» з подальшим правом викупу за 25 млн євро. 31 січня в матчі проти столичної «Герти» він дебютував у Бундеслізі. До кінця сезону Жан-Клер зіграв 10 матчів за клуб, втім німці не стали викуповувати контракт гравця.
Повернувшись влітку 2020 року до «Барселони» Тодібо під керівництвом нового головного тренера Рональда Кумана мав стати дублером основної пари центральних захисників Жерар Піке—Клеман Лангле, втім Жан-Клер хотів отримати більше ігрового часу і попросив внести його до списку трансферу. В результаті 5 жовтня 2020 року захисника за 2 млн євро було віддано в дворічну оренду португальську «Бенфіку» з правом подальшого викупу за 20 млн євро.
У 2021 році на правах оренди перейшов до «Ніцци», яка після завершення чемпіонату вирішила скористатись правом викупу і підписала з Тодібо повноцінний контракт. 

## Виступи за збірну
16 листопада 2018 року дебютував у складі юнацької збірної Франції (U-20) в товариській грі зі Швейцарією (1:1) в Картахені, Іспанія
. Наступного року у її складі Тодібо взяв участь у молодіжному чемпіонаті світу 2019 року у Польщі, де зіграв у одному матчі проти команди Малі. Загалом на юнацькому рівні взяв участь у 5 іграх.

## Статистика виступів

### Статистика клубних виступів
| Сезон                 | Команда               | Чемпіонат             | Чемпіонат | Чемпіонат | Національний кубок | Національний кубок | Національний кубок | Континентальні кубки | Континентальні кубки | Континентальні кубки | Інші змагання | Інші змагання | Інші змагання | Усього | Усього |
| Сезон                 | Команда               | Ліга                  | Ігор      | Голів     | Ліга               | Ігор               | Голів              | Ліга                 | Ігор                 | Голів                | Ліга          | Ігор          | Голів         | Ігор   | Голів  |
| --------------------- | --------------------- | --------------------- | --------- | --------- | ------------------ | ------------------ | ------------------ | -------------------- | -------------------- | -------------------- | ------------- | ------------- | ------------- | ------ | ------ |
| 2018-січ. 2019        | «Тулуза»              | Л1                    | 10        | 1         | КФ+КЛ              | 0+0                | 0                  | -                    | -                    | -                    | -             | -             | -             | 10     | 1      |
| січ.-черв. 2019       | «Барселона»           | ПД                    | 2         | 0         | КІ                 | 0                  | 0                  | ЛЧ                   | 0                    | 0                    | -             | -             | -             | 2      | 0      |
| 2019-січ. 2020        | «Барселона»           | ПД                    | 2         | 0         | КІ                 | 0                  | 0                  | ЛЧ                   | 1                    | 0                    | СІ            | 0             | 0             | 3      | 0      |
| Усього за «Барселону» | Усього за «Барселону» | Усього за «Барселону» | 4         | 0         |                    | 0                  | 0                  |                      | 1                    | 0                    |               | 0             | 0             | 5      | 0      |
| січ.-черв. 2020       | «Шальке 04»           | БЛ                    | 8         | 0         | КН                 | 2                  | 0                  | -                    | -                    | -                    | -             | -             | -             | 10     | 0      |
| Усього за кар'єру     | Усього за кар'єру     | Усього за кар'єру     | 22        | 1         |                    | 2                  | 0                  |                      | 1                    | 0                    |               | 0             | 0             | 25     | 1      |

### Статистика виступів за збірну
| Дата       | Місто                  | Господарі | Результат | Гості      | Турнір                                     | Голи | Примітки |
| ---------- | ---------------------- | --------- | --------- | ---------- | ------------------------------------------ | ---- | -------- |
| 20-3-2019  | Сан-Педро-дель-Пінатар | Франція   | 1 – 0     | Аргентина  | Товариський матч                           | -    | 79'      |
| 22-3-2019  | Сан-Педро-дель-Пінатар | США       | 2 – 2     | Франція    | Товариський матч                           | -    | 67'      |
| 31-5-2019  | Гдиня                  | Малі      | 2 – 3     | Франція    | Молодіжний чемпіонат світу 2019 - 1-й етап | -    | 31'      |
| 15-11-2019 | Салон-де-Прованс       | Франція   | 4 – 0     | Туреччина  | Товариський матч                           | -    | 72'      |
| 19-11-2019 | Салон-де-Прованс       | Франція   | 2 – 1     | Нідерланди | Товариський матч                           | -    | 78'      |
| Усього     |                        | Матчів    | 5         |            | Голів                                      | 0    |          |

## Титули і досягнення
- Чемпіон Іспанії (1):

«Барселона»: 2018–19